# 內務省 (日本)

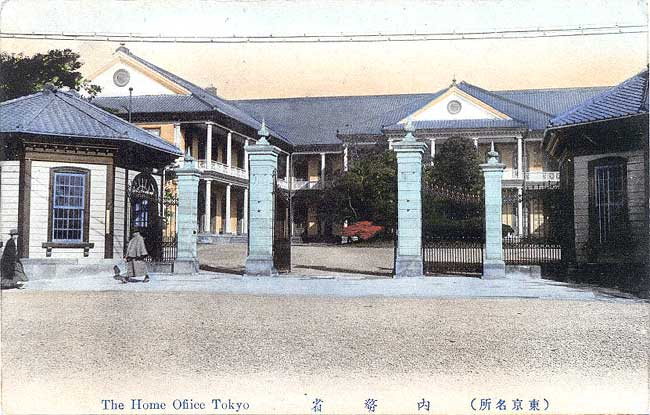
1900年時的内務省廳舎

内務省（日语：／ Naimusyō；旧字体：內務省）是日本在1873年11月10日設置、1947年12月31日廢止的中央官廳，其職掌是地方行财政、警察、土木工程、衛生等等國内行政。从一开始就反映了初代内务卿大久保利通的思想，在行政事务的框架下，对公众的社会活动进行监控是一项挑战。

## 歷史
在第二次世界大戰前的日本，内務省被稱作「官廳中的官廳」、「官僚势力的大本营」、「官僚之家」，也被称为最强有力的政府部门，是日本在行政机关、内政和民政的中心，內務大臣擁有僅次於內閣總理大臣的副總理的地位，直到日本盟軍佔領時期因駐日盟軍總司令部（GHQ）命令內務省解体而廢止。
内务次官、警保局长、警视总监被称为「内务三役」，它们在内务省是重要的职位。他们退休后，大约半数的人被天皇任命为贵族院的敕选议员。   
明治6年（1873年），大久保利通作為初代內務卿而設置，加上日後的所管事項包括殖産興業、鐵道、通信等，大藏省、司法省、文部省三省所管事項除外的內政全般。之後，農商務省、遞信省等各省獨立，內務省的所管在大正期僅限地方行政、警察、土木、衛生、社會（勞動）、神道（國家神道）等分野，但是，道府縣廳在直接的監督下，透過地方行政和各省的所管事項直接或間接有關連，而持續保持內政的中心地位。1938年，衛生、社會兩局作為厚生省分離，但當時的人事和內務省一體運用。

## 廢止後
內務省管轄的業務多岐，現在主要是以下的省廳所掌。今日，大多以「舊內務省系官廳」特別指稱這些省廳。
- 地方行政部門：各都道府縣和自治省及其後身的總務省。
- 警察部門：國家公安委員會和警察廳。
- 土木部門：建設省及其後身的國土交通省。
- 氣象觀測部門：文部省、和取而代之的運輸省及其後身的國土交通省。
- 衛生、社會部門：第二次世界大戰中分離的厚生省、之後從厚生省獨立的勞動省及其後身的厚生勞動省。
- 神祇院（神社局的後身）的業務從政府分離，由宗教法人神社本廳繼承。

2001年因中央省廳再編而成立的總務省，其業務涉及多項內政事務，角色與昔日的內務省相當類似。

## 機構
1936年6月當時。
- 內務大臣
- 政務次官
- 次官
- 参与官
- 大臣官房
  - 秘書官、人事課、文書課、會計課、都市計畫課
- 神社局
  - 書記室、總務課、考証課
- 地方局
  - 書記室、庶務課、行政課、財務課、事務官室
- 警保局
  - 書記室、警務課、防犯課、保安課（庶務係、文書係、右翼係、勞動農民係、左翼係、內鮮係、外事係）、圖書課（庶務係、著作權出版權登錄係、檢閲係、レコード檢閲係、企畫係、納本係、保安係、調查室）
- 土木局
  - 書記室、河川課、道路課、港灣課、第一技術課、第二技術課
- 衛生局
  - 書記室、保險課、予防課、防疫課、醫務課
- 社會局
  - 庶務課（秘書係、文書係、會計係、圖書室）
  - 勞動部
    - 書記室、勞政課、勞務課（勞動者災害扶助責任保險係）、監督課

  - 保險部
    - 書記室、規畫課、監理課、組合課、醫療課

  - 社會部
    - 書記室、保護課、福利課、職業課

## 關連項目
- 內政部
- 總務省

## 外部連結
- 内務省人事一覧
- 内務省組織変遷図
- 国立国会図書館 憲政資料室 大霞会旧蔵内政関係者談話録音速記録
- 国立国会図書館 憲政資料室 資料群名（日本語仮訳）内務省資料